# Santuario Yasukuni

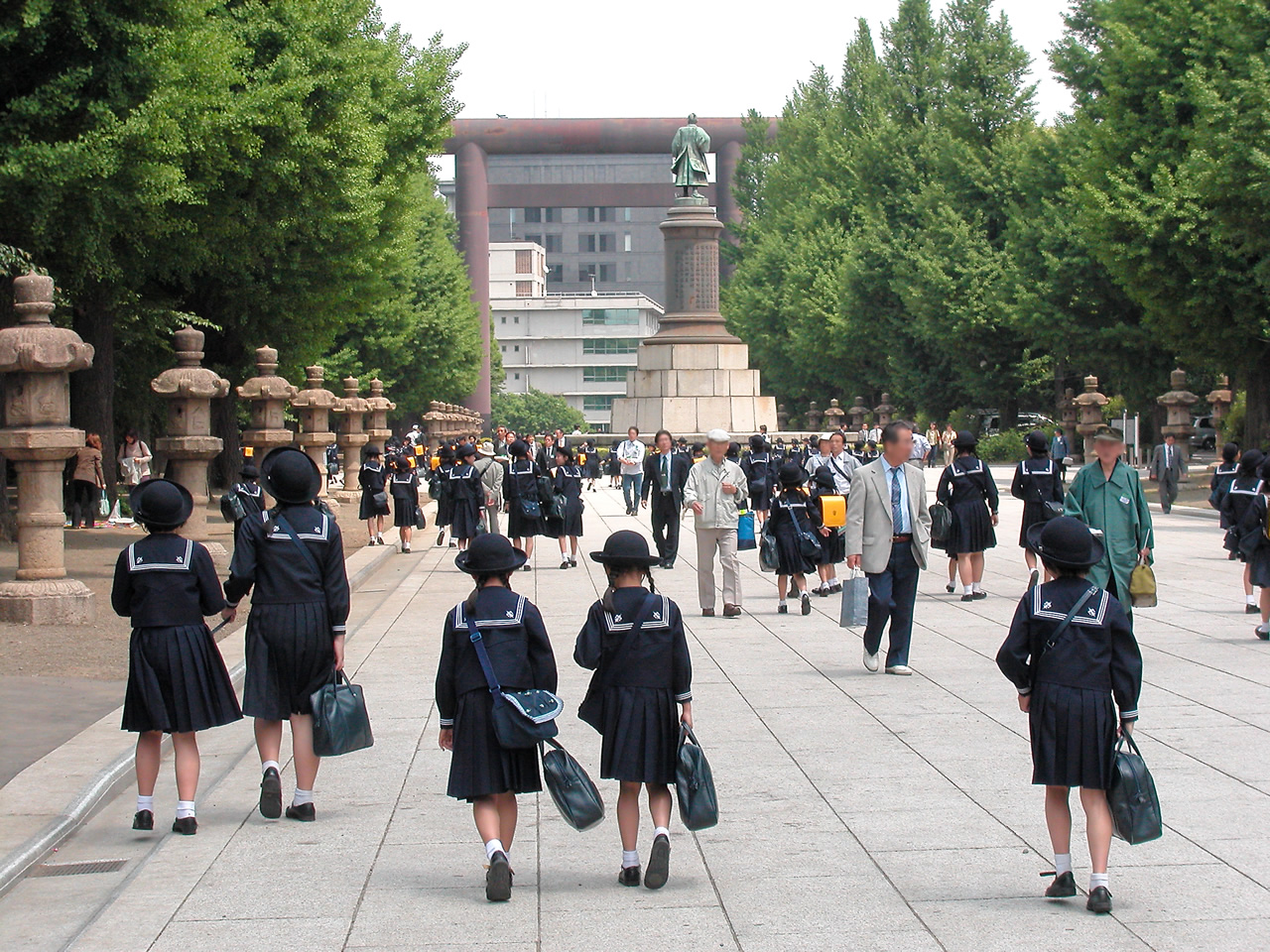
Studenti al Yasukuni Jinja

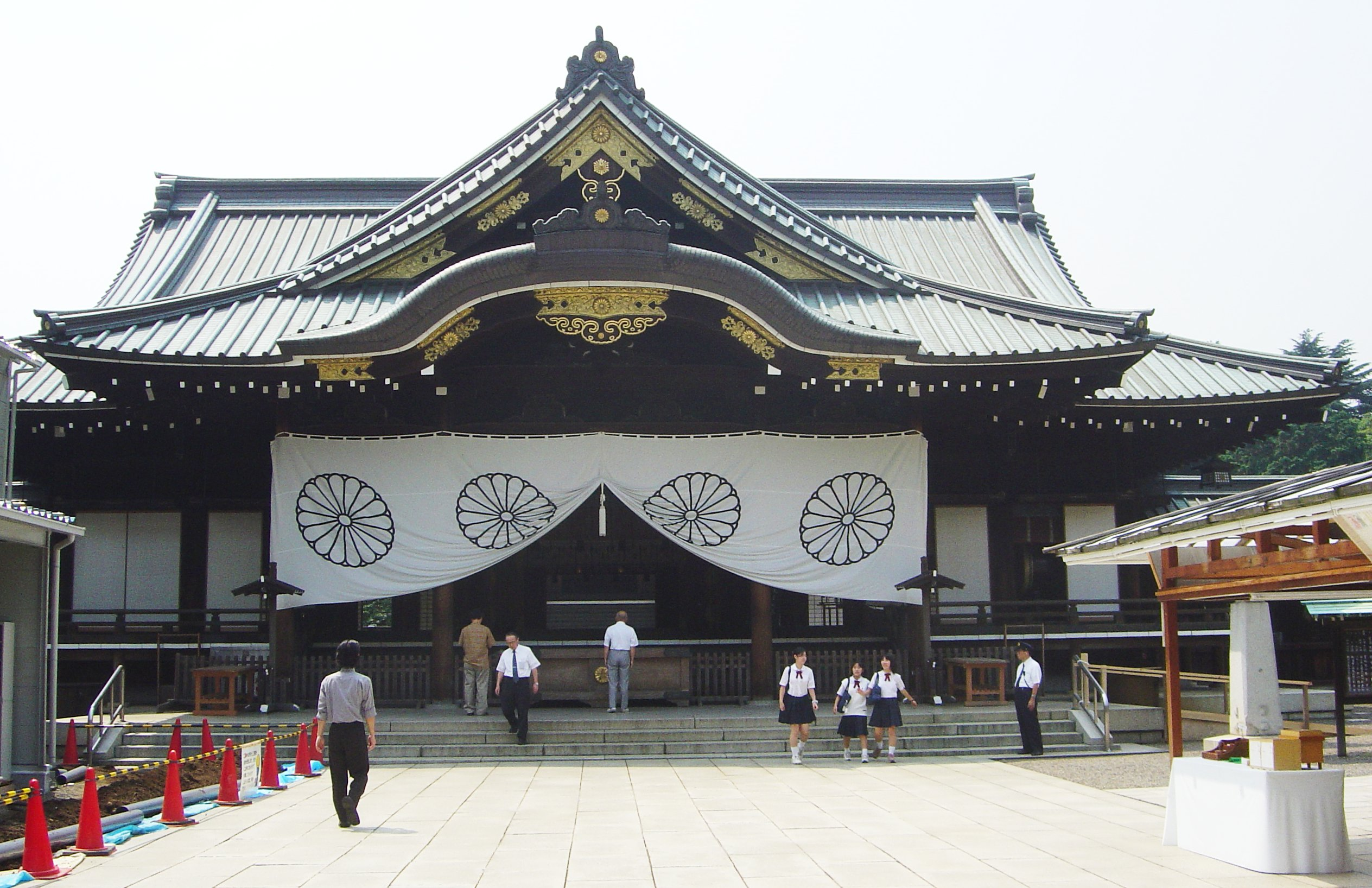
L'edificio principale

Il santuario Yasukuni (靖国神社?, Yasukuni Jinja) (letteralmente santuario della pace nazionale) è un santuario shintoista a Chiyoda (Tokyo) in Giappone, dedicato alle anime di soldati e altre persone che morirono combattendo al servizio dell'Imperatore.
A ottobre 2004, il Libro delle Anime del santuario conteneva la lista di 2.466.532 uomini e donne, fra i quali 27.863 aborigeni di Taiwan e 21.181 coreani. Nella maggior parte dei casi si tratta di persone che servivano l'Impero giapponese e che sono morte durante i conflitti sostenuti dal paese del Sol Levante, prevalentemente durante la seconda guerra mondiale.
Il Santuario Yasukuni è fonte di notevoli controversie dato che nel Libro delle Anime sono iscritte 1.068 persone che furono condannate per crimini di guerra da un tribunale al termine della seconda guerra mondiale. Tra questi vi sono 14 criminali di guerra cosiddetti di Classe A ovvero condannati per crimini contro la pace. Il santuario ospita inoltre un museo di storia militare, lo Yūshūkan, nel quale viene fornita una lettura fortemente revisionista degli eventi del secondo conflitto mondiale.
Le visite al santuario di membri del governo sono state causa di proteste sia interne al Giappone che all'estero; Cina e Corea del Sud hanno più volte protestato contro queste visite sin dal 1985. Nonostante la controversia l'ex-primo ministro Junichiro Koizumi ha effettuato visite annuali durante il suo mandato dal 2001 al 2006.
Secondo i diari di Tomohiko Tomita, gran ciambellano imperiale, pubblicati nel 2006, l'imperatore Hirohito interruppe le sue visite al santuario quando si iniziò a commemorare i criminali di guerra giustiziati al termine del conflitto mondiale, tra cui Hideki Tōjō. Queste rivelazioni sono state utilizzate come motivo per interrompere le visite ufficiali.
Siccome persiste il doloroso ricordo dei crimini di guerra giapponesi (per i quali, secondo i cinesi, il Giappone non ha ancora completamente pagato), in Cina è ritenuto fortemente offensivo anche solo menzionare il santuario Yasukuni. Per esempio, la doppiatrice e cantante giapponese Ai Kayano ha ricevuto messaggi di odio per averlo visitato.

## Storia
Il santuario fu costruito in origine nel 1869 su ordine dell'imperatore Mutsuhito per commemorare le vittime della guerra Boshin, che aveva avuto come esito la sconfitta dei governi militari (shogunato) e la restaurazione dell'impero. Fu uno dei molti santuari dello stesso tipo costruiti a quel tempo. Originariamente chiamato Tōkyō Shōkonsha (東京招魂社), fu rinominato Yasukuni Jinja nel 1879 ed elevato a santuario principale per la commemorazione dei giapponesi caduti in guerra (circa 2460000) dal 1874 (spedizione a Taiwan) fino alla fine della guerra del Pacifico (1941-1945). Divenne inoltre uno dei principali luoghi di culto dello Shintoismo.

Il santuario celebra riti per onorare gli spiriti di tutti i giapponesi (e dei coreani e taiwanesi delle colonie arruolati nell'esercito giapponese) morti in guerra. A causa della guerra Boshin e della guerra del Sud Ovest, i morti sotto lo shogunato Tokugawa (ed in particolare quelli provenienti dalla regione di Aizu) e dalla provincia di Satsuma non sono inclusi in questi riti perché considerati nemici dell'impero. Questa esclusione è motivo di un profondo risentimento in entrambe le province, ed include gli antenati dell'attuale massimo sacerdote Nambu.
Dopo la disfatta del Giappone alla fine della seconda guerra mondiale, durante l'occupazione alleata guidata dagli Stati Uniti fu varata la nuova Costituzione che sanciva la separazione tra Stato e religione, abolendo lo Shintoismo di Stato. Per il santuario Yasukuni si prospettavano due possibilità: diventare un'organizzazione governativa secolare o in alternativa, un'organizzazione religiosa ma indipendente dal governo. Fu scelta la seconda opzione, e da allora il santuario si regge grazie a finanziamenti di privati.
Anche se ogni anno vengono aggiunti nuovi nomi alla lista nessuno di questi è di persone decedute dopo il 1951, anno in cui il Giappone firmò il Trattato di San Francisco, quindi nel santuario non sono commemorati i militari della Forza di Autodifesa Giapponese caduti in servizio.
Il 17 agosto 2009 un esponente dell'estrema destra giapponese ha tentato il suicidio tramite seppuku dinanzi al parlamento, nel quartiere centrale di Nagatachō a Tokyo. L'uomo aveva addosso due messaggi indirizzati rispettivamente ai componenti di Camera e Senato. Stando alle indiscrezioni riportate da una tv privata avrebbe compiuto il gesto per spronare i parlamentari giapponesi a visitare il santuario di Yasukuni.

## Anime venerate al santuario
Generalmente, a Yasukuni vengono commemorati coloro che sono morti servendo il Giappone quindi i civili morti per cause di guerra non vengono inclusi tranne alcune rare eccezioni.
Al santuario sono venerate le seguenti persone:
- Militari e personale civile impiegato dall'esercito che furono:
  - uccisi in combattimento, o deceduti in seguito a ferite o malattie contratte mentre erano in servizio al di fuori dell'Arcipelago giapponese (ed anche al suo interno dopo il settembre 1931)
  - dispersi e presumibilmente morti in servizio
  - condannati a morte dai tribunali per i crimini di guerra ratificati dal Trattato di San Francisco
- Civili che presero parte ai combattimenti sotto la guida dell'esercito e morirono in azione o per ferite o malattie (inclusi gli abitanti di Okinawa)
- Civili morti o presumibilmente morti in campi di lavoro sovietici dopo la Seconda guerra mondiale
- Civili mobilitati ufficialmente o volontariamente (operai, studenti mobilitati, infermiere della Croce Rossa Giapponese e volontari per la difesa antiaerea) uccisi in servizio
- Equipaggi della Marina mercantile affondati con le loro navi in tempo di guerra
- Scolari di Okinawa morti nell'affondamento della nave Tsushima Maru che li stava evacuando
- Funzionari del governo della Prefettura di Karafuto, della concessione del Kwantung, i Governatori Generali di Corea e di Taiwan

Di seguito sono elencati i conflitti i cui caduti vengono venerati al santuario.
- Guerra Boshin e Restaurazione Meiji (guerra civile, 1867-68): 7751 anime
- Ribellione di Satsuma (guerra civile, 1877): 6971 anime
- Spedizione di Taiwan del 1874 (intervento contro gli aborigeni taiwanesi che avevano ucciso 54 pescatori delle isole Ryūkyū, disputa territoriale con la Cina della dinastia Qing, 1874): 1130 anime
- Prima guerra sino-giapponese (conflitto con la Cina per la Corea, 1894-95): 13619 anime
- Ribellione dei Boxer (soppressione della rivolta cinese, 1901): 1256 anime
- Guerra russo-giapponese (conflitto con la Russia imperiale per la Corea e la Manciuria, 1904-05): 88429 anime
- Prima guerra mondiale (conflitto con l'impero tedesco per lo Shandong cinese, 1914-18): 4850 anime
- Incidente di Jinan (conflitto con la Cina (Kuomintang) per lo Jinan cinese, 1928): 185 anime
- Incidente di Mukden (invasione della Manciuria, 1931): 17176 anime
- Seconda guerra sino-giapponese (Invasione della Cina, 1937-1941): 191243 anime
- Seconda guerra mondiale (invasione dell'Asia e conflitto con le forze alleate): 2133885 anime